# Tachyusida
Tachyusida är ett släkte av skalbaggar som beskrevs av Étienne Mulsant och Claudius Rey 1872. Tachyusida ingår i familjen kortvingar.
Släktet innehåller bara arten Tachyusida gracilis.